# Walnut Grove (Washington)
Pour les articles homonymes, voir Walnut Grove.
Walnut Grove  est une census-designated place américaine de l'État de Washington dans le comté de Clark. 
La population était de 9 790 habitants en 2010.